# Потье, Брайан
Брайан Потье (англ. Brian Pothier; род. 15 апреля 1977, Нью-Бедфорд, Массачусетс, США) — профессиональный американский хоккеист, выступавший на позиции защитника. Завершил карьеру в 2014 году.
На драфте НХЛ не выбирался. 27 марта 2000 года как свободный агент подписал контракт с «Атлантой Трэшерз». 29 июня 2002 года обменян в «Оттаву Сенаторз». 1 июля 2006 года как неограниченно свободный агент подписал контракт с «Вашингтон Кэпиталз».

## Статистика
```
                                            --- Regular Season ---  ---- Playoffs ----
Season   Team                        Lge    GP    G    A  Pts  PIM  GP   G   A Pts PIM
--------------------------------------------------------------------------------------
1996-97  R.P.I.                      NCAA   34    1   11   12   42
1997-98  R.P.I.                      NCAA   35    2    9   11   28
1998-99  R.P.I.                      NCAA   37    5   13   18   36
1999-00  R.P.I.                      NCAA   36    9   24   33   44
2000-01  Orlando Solar Bears         IHL    76   12   29   41   69  16   3   5   8  11
2000-01  Atlanta Thrashers           NHL     3    0    0    0    2  --  --  --  --  --
2001-02  Chicago Wolves              AHL    39    6   13   19   30  --  --  --  --  --
2001-02  Atlanta Thrashers           NHL    33    3    6    9   22  --  --  --  --  --
2002-03  Binghamton Senators         AHL    68    7   40   47   58   8   2   8  10   4
2002-03  Ottawa Senators             NHL    14    2    4    6    6   1   0   0   0   2
2003-04  Ottawa Senators             NHL    55    2    6    8   24   7   0   0   0   6
2004-05  Binghamton Senators         AHL    77   12   36   48   64   6   0   1   1   6
2005-06  Ottawa Senators             NHL    77    5   30   35   59   8   2   1   3   2
2006-07  Washington Capitals         NHL    72    3   25   28   44
--------------------------------------------------------------------------------------
         NHL Totals                        254   15   71   86  157  16   2   1   3  10

```